# گریگور چوباریان
گریگور هامبارتسومی چوباریان (ارمنی: Գրիգոր Համբարձումի Չուբարյան؛  زادهٔ ۶ ژوئیهٔ ۱۸۸۸ - درگذشته ۶ سپتامبر ۱۹۶۲) یک حقوق‌دان، چهره اجتماعی و سیاستمدار اهل ارمنستان بود.

## زندگی‌نامه
در ۶ ژوئیهٔ ۱۸۸۸ در غریم به دنیا آمد و از دانشگاه دولتی مسکو (۱۹۱۳) فارغ‌التحصیل شد. قوکاس چوباریان پسر وی بود.   وی همچنین برنده دانشمند شایسته ارمنستان شوروی شده است. وی در ۶ سپتامبر ۱۹۶۲ در سن ۷۴ سالگی در ایروان درگذشت.